# Médaille pour la prise de Paris
La Médaille pour la prise de Paris le 19 mars 1814 (en russe : Медаль «За взятие Парижа 19 марта 1814 года») était une décoration militaire de l'Empire russe.
La médaille fut créée le 30 août 1814 par décret de l'empereur Alexandre Ier. Elle fut destinée à ceux qui eurent participé à la prise de Paris en 1814, des soldats aux généraux. La médaille ne fut pas décernée jusqu'en 1826 parce qu'après la restauration de la monarchie en France Alexandre Ier jugea peu diplomatique de décerner une médaille qui aurait rappelé à la France de la défaite, et ce fut l'empereur suivant, Nicolas Ier, qui donna l'ordre en mars 1826,,,,,,,,,.